# آندره‌آ بوچلی
آندره‌آ آنجلو بوچلی یا آندریا آنجِل/آنجِلا بوچِلّی (به ایتالیایی: Andrea Angelo Bocelli) (زاده ۲۲ سپتامبر ۱۹۵۸) خواننده تنور زاده ایتالیا است.

## زندگی

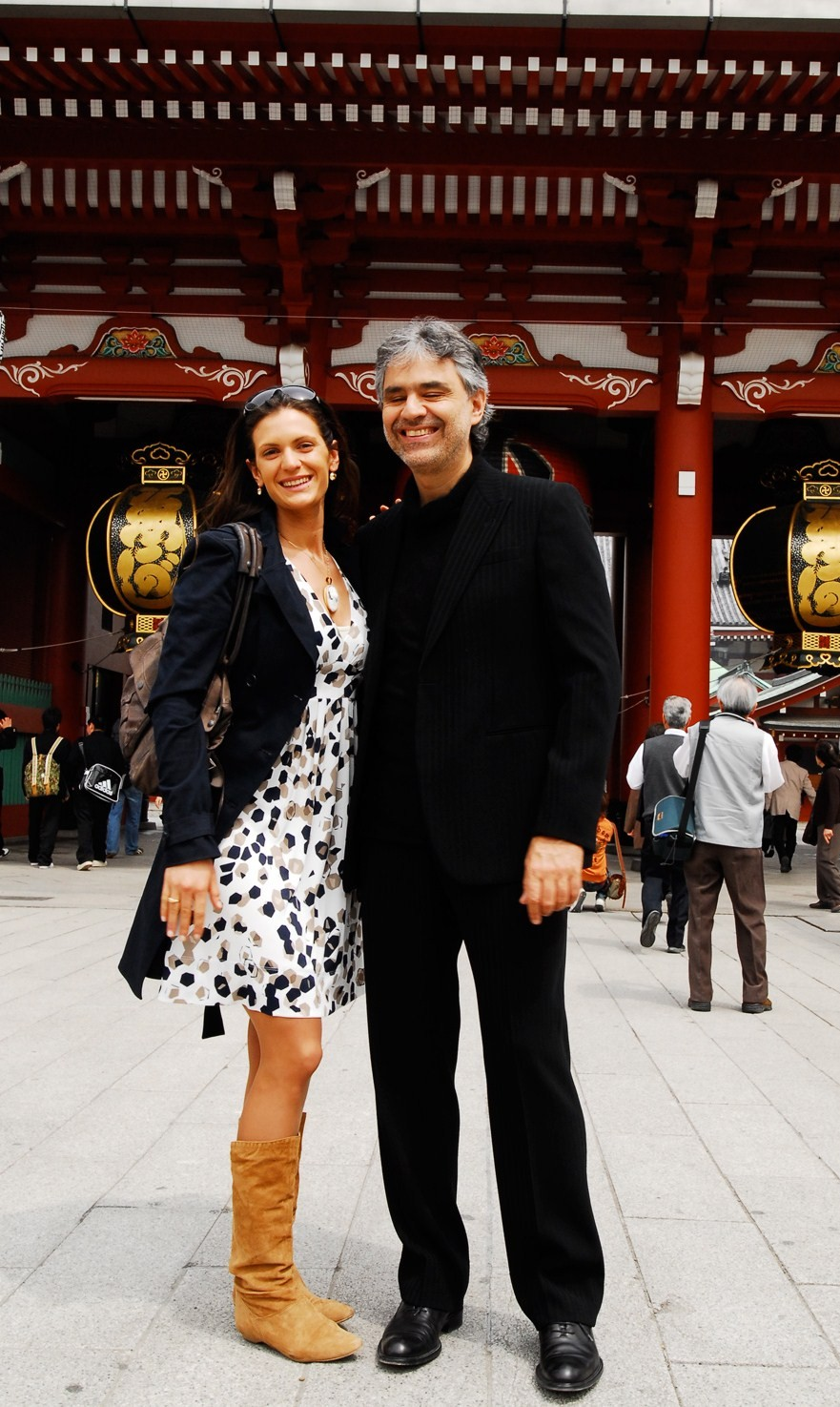
آندره‌آ بوچلی به همراه همسرش ورونیکا برتی

آندره‌آ بوچلی در ۲۲ سپتامبر ۱۹۵۸ در روستایی در شهر لایاتیکو در توسکانی به دنیا آمد. او در همان کودکی از تنبلی چشم رنج می‌برد. آندره‌آ در ۶ سالگی به دلیل علاقه فراوان به موسیقی در آموزشگاهی به یادگیری پیانو پرداخت و هم‌زمان به اپرا روی آورد. او در کنار علاقه‌اش به موسیقی، ورزش را نیز دنبال می‌کرد و در سن ۱۲ سالگی با اصابت توپ به چشمش بینایی خود را به‌طور کامل از دست داد. او پس از این موضوع تصمیم می‌گیرد با این‌که به پیانو، فلوت و ساکسوفون تسلط داشت در مدرسه نابینایان ادامه تحصیل دهد. او در حقوق، دکترای خود را نیز دریافت کرد، اما دوباره به موسیقی روی آورد.
بوچلی در اوایل کارش به عنوان آوازخوان در یک بار پیانو با همسر اولش، انریکا چنزاتی (به انگلیسی: Enrica Cenzatti) ملاقات کرد. آن‌ها در ۲۷ ژوئن ۱۹۹۲ ازدواج کردند. حاصل این ازدواج دو فرزند پسر بود که پسر اول به‌نام آموس، در فوریهٔ ۱۹۹۵ به دنیا آمد و پسر دوم آن‌ها به‌نام متئو، در اکتبر ۱۹۹۷ به دنیا آمد. این زوج در سال ۲۰۰۲ از هم جدا شدند. در ۳۰ آوریل سال ۲۰۰۰، پدر بوچلی، الساندرو بوچلی درگذشت. بوچلی در سال ۲۰۰۲ با مدیر برنامه‌های خود ورونیکا برتی (به انگلیسی: Veronica Berti) آشنا شد و تاکنون با وی زندگی می‌کند. این زوج در سپتامبر ۲۰۱۱ اعلام کردند که برتی در بهار انتظار فرزند اول او و فرزند سوم بوچلی را دارد. ویرجینیا، دختر اول بوچلی، در ۲۱ مارس سال ۲۰۱۲ به دنیا آمد. این زوج در یک ویلای بزرگ در فورته دی مارمی زندگی می‌کنند. همسر اول بوچلی و دو پسرش در محل زندگی قبلی این در توسکانی زندگی می‌کنند. آندره در ۲۱ مارس سال ۲۰۲۴ با ورونیکا برتی در  لیورنو ازدواج کرد. اگرچه او نابینا است، اما بیشتر از هر چیزی در زندگی خود از سوارکاری لذت می‌برد. در ۱۱ اوت سال ۲۰۰۳ بخشی از ساحل یسولو، در دریای آدریاتیک، به نام بوچلی نامگذاری شد. بوچلی هوادار پرشور باشگاه فوتبال اینتر میلان است. وی در مصاحبه‌ ای در پیزا، به گروهی از هواداران اینتر گفت: «اشتیاق من به اینتر در سال‌های دانشگاه شروع شد، زمانی که اینتر برندهٔ همهٔ عنوان‌ها در لیگ ایتالیا شد. و وقتی که اینتر در سال ۲۰۱۰ فاتح لیگ قهرمانان اروپا شد، من با دوستانم بودم و از رادیو بازی را دنبال می‌کردم و آن شب پس از پیروزی سه‌گانهٔ تیم محبوبم اشک شادی ریختم به نحوی که فکر نمی‌کنم در آن لحظه کسی در ایتالیا به این اندازه شاد شده باشد.»

## افتخارها

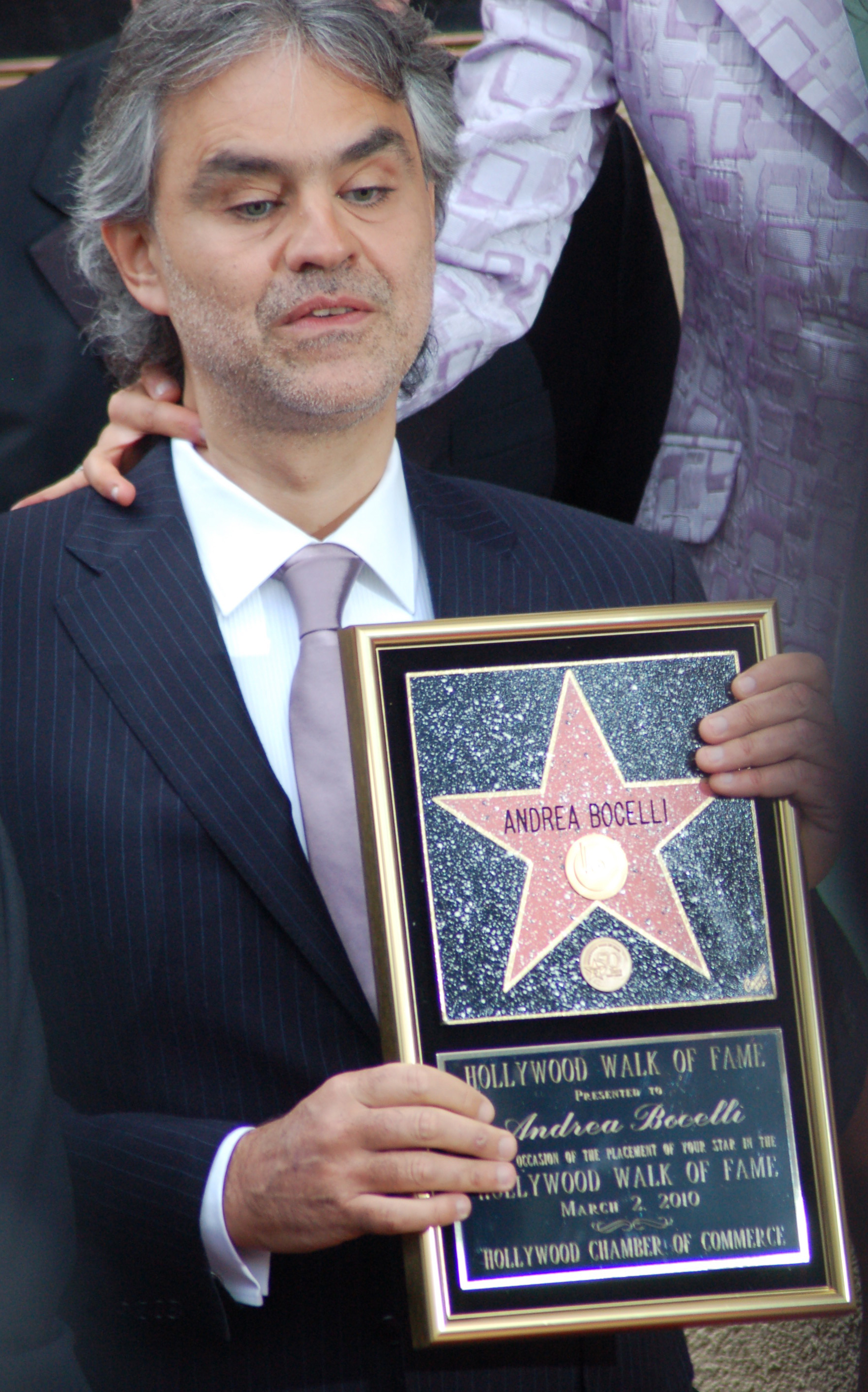
دریافت ستارهٔ پیاده‌روی مشاهیر هالیوود در سال ۲۰۱۰

- اولین جایزهٔ خود را در سال ۱۹۶۸ در سن ده سالگی دریافت نمود.
- در سال ۱۹۷۰ در سن دوازده سالگی برای اجرای اثری جایزه‌ای دریافت کرد.
- مدتی با لوچیانو پاواروتی همکاری داشت.
- در سال ۱۹۹۳ در جشنوارهٔ موسیقی سانرمو برندهٔ رکورد جایزهٔ تازه‌واردان شد.
- آهنگ‌های او تا دو هفتهٔ متوالی در صدر پر فروش‌ترین آلمان، ایتالیا، فرانسه، هلند و بلژیک قرار گرفت.
- او با اولین آلبوم حرفه‌ای خود برندهٔ جایزهٔ صفحهٔ طلایی شد.
- در سال ۱۹۹۷ جایزهٔ اکو را با همکاری با سارا برایتمن دریافت کرد.
- او با اجرای آهنگ در آمریکا به کاخ سفید دعوت شد.
- او در سال ۱۹۹۸ جایزهٔ بهترین موسیقی‌دان کلاسیک و خوانندهٔ ایتالیایی را در جشنوارهٔ موسیقی جهان در مونت‌کارلو دریافت کرد.
- در مراسم جوایز گرمی و اسکار برای بهترین ترانهٔ متن، ترانهٔ The Prayer که در فیلم انیمیشن Quest for Camelot برادران وارنر از آن استفاده شد، جایزهٔ گلدن گلاب را نصیب بوچلی کرد.
- در رتبهٔ اول تا سوم موسیقی جهان قرار گرفت.[۳]
- در جشن هنر سالیانهٔ سلطنتی در انگلستان به دعوت الیزابت دوم برنامه اجرا کرد.
- در مراسم سالیانه NIAF (انجمن ملی ایتالیا و آمریکا)، بوچلی همراه با ارکستر جوانان انستیتو بوچرینی برنامه‌ای به همین مناسبت اجرا کردند که این مراسم از طریق ماهواره پخش شد.
- در سال ۲۰۰۲ جایزهٔ بهترین هنرمند ایتالیایی و بهترین خوانندهٔ کلاسیک را تصاحب کرد.

## آلبوم‌ها
- ایل مَرِ دِلاسِررا (۱۹۹۴)
- بوچلی (۱۹۹۵)
- رومانزا (۱۹۹۶)
- آریا (۱۹۹۷)
- سرود روحانی و ستایش برای جهان (۱۹۹۷)
- سرود روحانی و ستایش برای جهان ۲ (۱۹۹۸)
- سونیو (۱۹۹۹)
- سِکرِد آریا (۱۹۹۹)
- وِردی (۲۰۰۰)
- چِلی دی توسانا (۲۰۰۱)
- احساس (۲۰۰۲)
- آسمان توسکا (۲۰۰۳)
- آندره‌آ (۲۰۰۴)
- آمور عشق (۲۰۰۶)
- ویور: بهترین‌های آندره‌آ بوچلی (۲۰۰۷)
- اینکانتو (۲۰۰۸)
- کریسمس من (۲۰۰۹)
- پَسیونه [اشتیاق] (۲۰۱۳)
- سینما (۲۰۱۵)
- سی [چرا] (۲۰۱۶)
- باور (۲۰۲۰)

و تعداد زیادی آلبوم به همراه دیگر خوانندگان مطرح ایتالیا و جهان